# Caviaphila
Caviaphila är ett släkte av skalbaggar. Caviaphila ingår i familjen vivlar.
Kladogram enligt Catalogue of Life:
| Caviaphila | \| \| Caviaphila nitida \| \| \| \| |
|            | \| \| Caviaphila nitida \| \| \| \| |
|            | Caviaphila nitida                   |
|            |                                     |